# Segunda Compañía de Bomberos de Curacautín
La Segunda Compañía de Bomberos "La Esmerada"  de Curacautín, es una organización de carácter voluntario perteneciente al Cuerpo de Bomberos de Curacautín, que se especializa en el área de Rescate Técnico y hoy, aparte de labores comunes de incendios, se dedica al rescate de animales.

## Historia
Con fecha 4 de marzo de 1956 se comunica a las autoridades locales la creación de nuestra 2.ª cía., dando a conocer la misión que le corresponderá ejercer en el “Salvataje de vidas, propiedades y especies contra los riesgos de incendios y siniestros que afecten la seguridad pública. El número de voluntarios inscritos a esta fecha es de 25 socios cooperadores y 42 voluntarios activos, siendo su primer capitán Don José Armando Valdevenito.
Abril, la compañía hace su primera presentación en público, esta ceremonia se realiza en plaza 21 de mayo “La plaza del Cura” (ubicación actual de Hospital Curacautín) donde se realiza el bautizo de la cía. y se presta el juramento de rigor para poner a disposición de la comunidad los servicios de los voluntarios activos en la labor de salvataje, finalidad apoyada en su lema “Siempre Alerta” defenderá los intereses de la comunidad.
En el mes de abril, día 14  se realiza el primer ejercicio como compañía, se citó a los voluntarios a un ejercicio práctico en terreno, ejercicio que consistía en cerrar con cordeles las calles A. Prat con Serrano y A. Prat con Calama, maniobra que duró 65 segundos, durante el desarrollo de este ejercicio se observó mucha disciplina y entusiasmo dentro de la totalidad de los voluntarios.
Siendo el 30 de abril de 1956 se produce el primer llamado de Incendio donde acude la compañía, viéndose afectado un galpón con pasto ubicado en calle Manuel Rodríguez de la ciudad, propiedad del Sr. Arturo Espinoza.
Debido a que la compañía comenzaba a hacerse cargo de los siniestros en la comunidad, en el mes de abril se realiza la primera compra de cascos, los cuales eran modelo n.º 13 de color verde con un n.º 2 de bronce.
Llevando sólo unos meses como compañía, la naturaleza los llevó a enfrentar una de las más grandes emergencias, el 6 de junio de 1956 realiza erupción el volcán Llaima, se produce el llamado de sirena para formar patrullas con el fin de auxiliar personas y propiedades a los alrededores del volcán, como la compañía aún no contaba con un vehículo carro bomba, el sr, tesorero de la compañía puso a disposición su camión particular para salir en el auxilio de quienes o necesitaban, saliendo a las 01:30 h hasta la mañana siguiente.
El 18 de julio de 1956 se realiza la primera “Ronda Puelche”, esta como tradición que se realizaba cada vez que el viento puelche amenazaba la ciudad,  fueron  organizadas  “patrullas de rondas” al mando de un oficial donde generalmente se estaba hasta la madrugada. Legando así la tradición hasta nuestros días.
En septiembre de este mismo año, se produce durante la noche un llamado de incendio, es aquí donde un voluntario de la compañía don Carlos Martínez llega con gran prontitud, lo que gracias a esto logra salvar a un niño de 7 años.
25 de noviembre de 1956 se realiza la primera guardia de honor por fallecimiento del voluntario José Belmar Fuentes.
Hacia fines de este año, la compañía había logrado integrar material de salvataje, 3 escalas y 2 tiras de cordel.
Se necesitaba estructurar una forma de trabajo, por lo que se logró que la compañía se organizara y pudiera distribuir el material adecuadamente en secciones ante un siniestro, creando así 4 secciones:
Sección corta fuego
Sección salvataje
Sección cordeles (cuerdas)
Sección guarda especies
Hacía 1957 debido a la necesidad de guardar el material de salvataje de la compañía y no contar con un lugar, se le solicita a la primera compañía un lugar en su camión para guardar el material la cual fue aceptada.
Pero no sólo el salvataje de bienes y vidas de personas acudía la “La Esmerada”, hacia el mes de julio donde las lluvias son intensas y los inviernos crudos en esta precordillerana ciudad, se recibe un llamado de socorro por el desborde del río Mazano có inundando un criadero de cerdos, donde acuden la mayoría de sus voluntarios y dan solución con gran esfuerzo y muy pocos recursos.
Como conseguir recursos era indispensable para realizar un trabajo adecuado, se realizaron diversas actividades, veladas bomberiles, rifas, campaña del sobre, bailes y captación de socios cooperadores.
Así pasaba el tiempo y la compañía trataba de solidificarse cada vez más, no descarando los problemas y caídas, pero aun así se seguía adelante, cada vez con más entusiasmo pensando en el más necesitado, el hombre y la mujer que está en peligro, sabían que debían estar ahí y eso los hacía más fuertes.
Con orgullo y sacrificio hacia 1958 ya se contaba con equipo para voluntario, el cual consistía en casacas de paño rojo con la botamanga verde, de ahí la “casaca roja”, cascos tipo americano verde, cinturón de cuero verde y corbatines verdes, la chapa del cinturón llevaba un n.º 2 de bronce, también se contaba con una bandera con mástil y un porta estandarte.
Hacia esta fecha el impulso que los llevó a trabajar con fervor ya se veía cumplido, se contaban con 8 baldes de color verde de 10 L, y un camión Chevrolet mod 1942 usado, ya había un espacio propio para guardar las herramientas.
Es así como pasa el tiempo y también se reestructura la forma de trabajo en 5 secciones siendo:
Sección choferes y maquinistas
Sección cordeles
Sección agua
Sección salvataje
Sección Cruz roja, salvataje y vigilia de especies
La compañía se ha caracterizado por una particular forma de enfrentar el diario vivir, siempre activa, dispuesta a dar todo por los demás, constante y con un miramiento hacia el futuro que nos incentiva en perfeccionando cada día más.
Antiguamente los voluntarios eran clasificados por su desempeño y con notas en diferentes acciones tales como; asistencia, cooperación, disciplina, espíritu de trabajo y conducta social.
Hacia el año 1960, el gobierno de la época regaló la bomba Nissan Junior y, posteriormente, hacia 1970, se adquirió un carro Ford para 2000 L de agua y alta presión, pudiendo decir que para el año 1982 se contaba con dos carros completamente equipados.
Julio de 1980 se crea la sección cadetes formada por jóvenes entre 12 y 17 años, con única misión de adiestrarlos para que con el tiempo ingresaran las filas del voluntario activo.
Luego se contó con un carro Renault 85 – 150 4×4 equipado con una gran gama de material menor y una ambulancia modelo Renault Trafic año 1990.
Actualmente se cuenta con un carro semiurbano, Renault Midlum 240 4×4 año 2008 y una camioneta Chevrolet Suvurvan 4×4 utiliza para labores de rescate adquirida en el año 2014.

## Rescate Técnico
En los comienzos de los 90, un grupo de voluntarios de nuestra compañía se involucró en Rescate Vehicular, hasta ese momento un tema aún pendiente en lo formal a nivel nacional, logrando a finales de esa década contar con 19 bomberos certificados en la Academia Nacional de Bomberos en el área de Rescate Vehicular, siendo dos de ellos instructores de esta especialidad. En aquel entonces, dicha especialidad la desempeñaba un grupo multi compañías denominado Grupo de Rescate Vehicular. No obstante, a comienzos de la primera década del 2000 el Directorio General decidió asignar esa especialidad a la Primera Compañía, lo que llevó nuestro camino de capacitación continua a volver a nuestros inicios y vincularnos a las Operaciones Verticales ya de manera formal.
Insertos en una topografía agreste, cada día era más común tener que acudir a emergencias en sitios rurales y montañoso, búsquedas, recuperaciones, rescates en quebradas, pozos, por nombrar algunos escenarios, es así como la oficialidad decide generar un curiculum de especialidad, capacitando a los bomberos de la Segunda Compañía en Rescate Urbano, Operaciones Verticales, Búsqueda en Áreas Abiertas, Cartografía y Navegación Terrestre y Técnicas de Montaña, creando de esta forma el perfil de lo que se ha denominado “Rescate Técnico”.
Esta área de la emergencia agrupa aquellos rescates complejos en que las patrullas convencionales se ven sobrepasadas, ya sea por las particularidades de los medios requeridos, como el escenario en que se desarrollan.
Es así como se inicia un camino que lleva ya casi una década, en la que hemos logrados rescates y recuperaciones exitosos en los volcanes Tolhuaca, Llaima, Lonquimay y Sierra Nevada, participado como apoyo en otras ciudades y regiones, creciendo cada día más y siendo a la fecha, la única compañía especializada en búsqueda compleja en medio montañoso del sur de Chile, abarcando a la fecha trabajos en un radio de 450 km desde nuestra base (desde Concepción hasta Puyehue.
La especialidad de Rescate Técnico tuvo una unidad vehicular con la designación R2 que fue puesta fuera de servicio el 24 de febrero de 2022 y posteriormente vendida.

## Material mayor

### Camiva Renault Midlum 240 Semiurbano 5000 4×4 [B-2]
Unidad para Trabajo de Incendios

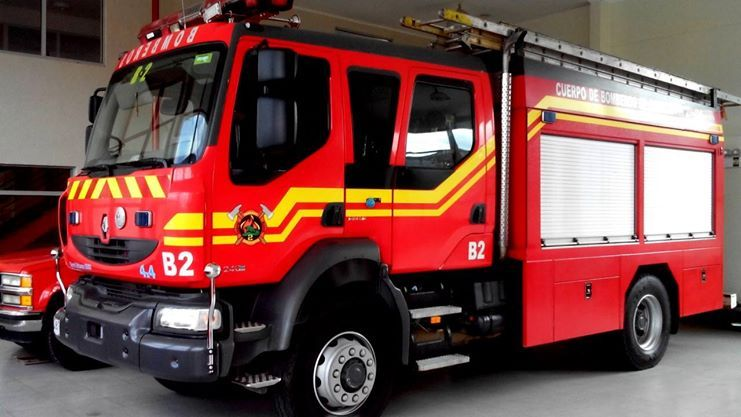
Unidad B-2

- Unidad B-2Modelo: Renault Midlum DCI 240 “Semiurbano 5000
- Año: 2008
- Estanque 5000 L
- Bomba CB180 de 1000 GPM
- Capacidad de tripulación, 10+1.[1]

### Camiva Renault CCF-2000 (Asignación Temporal) [BF-2]
Unidad para Trabajo de Incendios Forestales

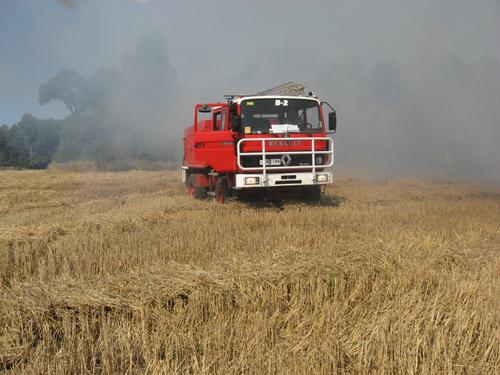
Unidad BF-2 (Asignación temporal) fotografiada cuando era B-2

- Unidad BF-2 (Asignación temporal) fotografiada cuando era B-2Bomba CB90
- Capacidad: 3.000 litros de agua
- Versión 85.150
- Año 1990
- 4×4